# Kouré
Kouré este o comună rurală din departamentul Kollo, regiunea Tillabéri, Niger, cu o populație de 29.481 de locuitori (2001).